# Campeonato Mundial de Balonmano Femenino de 2007
El XVIII Campeonato Mundial de Balonmano Femenino se celebró en Francia entre el 2 y el 16 de diciembre de 2007 bajo la organización de la Federación Internacional de Balonmano (IHF) y la Federación Francesa de Balonmano.

## Sedes
| Grupo      | Ciudad       | Instalación                              | Capacidad |
| ---------- | ------------ | ---------------------------------------- | --------- |
| A          | Pau          | Palacio de Deportes de Pau               | 6500      |
| B          | Saint-Brieuc | Pabellón Steredenn                       | 2500      |
| C          | Lyon         | Palacio de Deportes de Gerland           | 5100      |
| D          | Tolón        | Palacio de Deportes de Tolón             | 4200      |
| E          | Nimes        | Le Parnasse                              | 4000      |
| F          | Nantes       | Palacio de Deportes de Beaulieu          | 4500      |
| I          | Metz         | Arènes de Metz                           | 4800      |
| II         | Dijon        | Palacio de Deportes Jean Michel Geoffroy | 3900      |
| Fase final | París        | Palais Omnisports de Paris-Bercy         | 14 500    |

## Grupos
| Grupo A    | Grupo B             | Grupo C              | Grupo D | Grupo E             | Grupo F       |
| ---------- | ------------------- | -------------------- | ------- | ------------------- | ------------- |
| Francia    | Rusia               | Noruega              | Rumania | Hungría             | Alemania      |
| Croacia    | Brasil              | Austria              | Polonia | España              | Corea del Sur |
| Argentina  | Macedonia del Norte | Angola               | China   | Japón               | Ucrania       |
| Kazajistán | Australia           | República Dominicana | Túnez   | República del Congo | Paraguay      |

## Primera Fase
Los primeros dos equipos de cada grupo alcanzan la segunda fase. Los equipos restantes juegan entre sí por los puestos 13 a 24.

### Grupo A
| Equipo     | J | G | E | P | GF | GC | DG  | PTS |
| ---------- | - | - | - | - | -- | -- | --- | --- |
| Francia    | 3 | 3 | 0 | 0 | 96 | 58 | +38 | 6   |
| Croacia    | 3 | 2 | 0 | 1 | 96 | 71 | +25 | 4   |
| Kazajistán | 3 | 1 | 0 | 2 | 71 | 88 | -17 | 2   |
| Argentina  | 3 | 0 | 0 | 3 | 52 | 98 | -46 | 0   |

- Resultados

| Fecha | Hora² | Partido¹   | Partido¹ | Partido¹   | Resultado |
| ----- | ----- | ---------- | -------- | ---------- | --------- |
| 02.12 | 17:00 | Croacia    | -        | Kazajistán | 35-25     |
| 02.12 | 19:00 | Francia    | -        | Argentina  | 37-12     |
| 03.12 | 18:30 | Argentina  | -        | Croacia    | 18-35     |
| 03.12 | 20:30 | Kazajistán | -        | Francia    | 20-31     |
| 04.12 | 18:30 | Argentina  | -        | Kazajistán | 22-26     |
| 04.12 | 20:30 | Francia    | -        | Croacia    | 28-26     |

- (¹) –  Todos en Pau
- (²) –  Hora local de Francia (UTC+1)

### Grupo B
| Equipo              | J | G | E | P | GF | GC  | DG  | PTS |
| ------------------- | - | - | - | - | -- | --- | --- | --- |
| Rusia               | 3 | 2 | 1 | 0 | 98 | 60  | +38 | 5   |
| Macedonia del Norte | 3 | 2 | 0 | 1 | 78 | 62  | +16 | 4   |
| Brasil              | 3 | 1 | 1 | 1 | 89 | 66  | +23 | 3   |
| Australia           | 3 | 0 | 0 | 3 | 29 | 106 | -77 | 0   |

- Resultados

| Fecha | Hora² | Partido¹            | Partido¹ | Partido¹            | Resultado |
| ----- | ----- | ------------------- | -------- | ------------------- | --------- |
| 02.12 | 15:00 | Brasil              | -        | Australia           | 36-9      |
| 02.12 | 17:00 | Rusia               | -        | Macedonia del Norte | 27-22     |
| 03.12 | 18:30 | Australia           | -        | Rusia               | 7-40      |
| 03.12 | 20:30 | Macedonia del Norte | -        | Brasil              | 26-22     |
| 04.12 | 18:30 | Macedonia del Norte | -        | Australia           | 30-13     |
| 04.12 | 20:30 | Rusia               | -        | Brasil              | 31-31     |

- (¹) –  Todos en Saint-Brieuc
- (²) –  Hora local de Francia (UTC+1)

### Grupo C
| Equipo               | J | G | E | P | GF  | GC  | DG  | PTS |
| -------------------- | - | - | - | - | --- | --- | --- | --- |
| Noruega              | 3 | 3 | 0 | 0 | 107 | 65  | +42 | 6   |
| Angola               | 3 | 2 | 0 | 1 | 100 | 74  | +26 | 4   |
| Austria              | 3 | 1 | 0 | 2 | 74  | 85  | -11 | 2   |
| República Dominicana | 3 | 0 | 0 | 3 | 58  | 115 | -57 | 0   |

- Resultados

| Fecha | Hora² | Partido¹             | Partido¹ | Partido¹             | Resultado |
| ----- | ----- | -------------------- | -------- | -------------------- | --------- |
| 02.12 | 14:30 | Austria              | -        | República Dominicana | 32-19     |
| 02.12 | 16:30 | Noruega              | -        | Angola               | 32-26     |
| 03.12 | 19:15 | República Dominicana | -        | Noruega              | 19-42     |
| 03.12 | 21:15 | Angola               | -        | Austria              | 33-22     |
| 04.12 | 19:15 | Noruega              | -        | Austria              | 33-20     |
| 04.12 | 21:15 | Angola               | -        | República Dominicana | 41-20     |

- (¹) –  Todos en Lyon
- (²) –  Hora local de Francia (UTC+1)

### Grupo D
| Equipo  | J | G | E | P | GF  | GC | DG  | PTS |
| ------- | - | - | - | - | --- | -- | --- | --- |
| Rumania | 3 | 3 | 0 | 0 | 108 | 83 | +25 | 6   |
| Polonia | 3 | 2 | 0 | 1 | 89  | 81 | +8  | 4   |
| Túnez   | 3 | 1 | 0 | 2 | 74  | 95 | -21 | 2   |
| China   | 3 | 0 | 0 | 3 | 76  | 88 | -12 | 0   |

- Resultados

| Fecha | Hora² | Partido¹ | Partido¹ | Partido¹ | Resultado |
| ----- | ----- | -------- | -------- | -------- | --------- |
| 02.12 | 15:00 | Polonia  | -        | Túnez    | 29-23     |
| 02.12 | 17:00 | Rumania  | -        | China    | 31-29     |
| 03.12 | 18:30 | Túnez    | -        | Rumania  | 21-39     |
| 03.12 | 20:30 | China    | -        | Polonia  | 20-27     |
| 04.12 | 18:30 | China    | -        | Túnez    | 27-30     |
| 04.12 | 20:30 | Rumania  | -        | Polonia  | 38-33     |

- (¹) –  Todos en Toulon
- (²) –  Hora local de Francia (UTC+1)

### Grupo E
| Equipo              | J | G | E | P | GF | GC  | DG  | PTS |
| ------------------- | - | - | - | - | -- | --- | --- | --- |
| Hungría             | 3 | 2 | 1 | 0 | 94 | 77  | +17 | 5   |
| España              | 3 | 2 | 1 | 0 | 91 | 79  | +12 | 5   |
| República del Congo | 3 | 1 | 0 | 2 | 76 | 90  | -14 | 2   |
| Japón               | 3 | 0 | 0 | 3 | 88 | 103 | -15 | 0   |

- Resultados

| Fecha | Hora² | Partido¹            | Partido¹ | Partido¹            | Resultado |
| ----- | ----- | ------------------- | -------- | ------------------- | --------- |
| 02.12 | 16:00 | España              | -        | República del Congo | 29-24     |
| 02.12 | 18:00 | Hungría             | -        | Japón               | 35-31     |
| 03.12 | 18:30 | República del Congo | -        | Hungría             | 20-33     |
| 03.12 | 20:30 | Japón               | -        | España              | 29-36     |
| 04.12 | 18:30 | Japón               | -        | República del Congo | 28-32     |
| 04.12 | 20:30 | Hungría             | -        | España              | 26-26     |

- (¹) –  Todos en Nimes
- (²) –  Hora local de Francia (UTC+1)

### Grupo F
| Equipo        | J | G | E | P | GF  | GC  | DG  | PTS |
| ------------- | - | - | - | - | --- | --- | --- | --- |
| Alemania      | 3 | 3 | 0 | 0 | 103 | 59  | +44 | 6   |
| Corea del Sur | 3 | 2 | 0 | 1 | 102 | 69  | +33 | 4   |
| Ucrania       | 3 | 1 | 0 | 2 | 89  | 69  | +20 | 2   |
| Paraguay      | 3 | 0 | 0 | 3 | 41  | 138 | -97 | 0   |

- Resultados

| Fecha | Hora² | Partido¹      | Partido¹ | Partido¹      | Resultado |
| ----- | ----- | ------------- | -------- | ------------- | --------- |
| 02.12 | 16:00 | Alemania      | -        | Ucrania       | 26-21     |
| 02.12 | 18:00 | Corea del Sur | -        | Paraguay      | 50-12     |
| 03.12 | 18:30 | Paraguay      | -        | Alemania      | 12-45     |
| 03.12 | 20:30 | Ucrania       | -        | Corea del Sur | 25-26     |
| 04.12 | 18:30 | Alemania      | -        | Corea del Sur | 32-26     |
| 04.12 | 20:30 | Ucrania       | -        | Paraguay      | 43-17     |

- (¹) –  Todos en Nantes
- (²) –  Hora local de Francia (UTC+1)

## Segunda Fase
Los dos primeros clasificados de los grupos A, B y C conforman el grupo I y los dos primeros de los grupos D, E y F, el grupo II. Cada equipo inicia esta segunda fase con los puntos obtenidos en el partido con su rival de grupo también clasificado.

### Grupo I
| Equipo              | J | G | E | P | GF  | GC  | DG  | PTS |
| ------------------- | - | - | - | - | --- | --- | --- | --- |
| Noruega             | 5 | 4 | 0 | 1 | 147 | 124 | +23 | 8   |
| Rusia               | 5 | 4 | 0 | 1 | 149 | 116 | +33 | 8   |
| Angola              | 5 | 3 | 0 | 2 | 149 | 152 | -3  | 6   |
| Francia             | 5 | 3 | 0 | 2 | 130 | 133 | -3  | 6   |
| Croacia             | 5 | 0 | 1 | 4 | 137 | 156 | -19 | 1   |
| Macedonia del Norte | 5 | 0 | 1 | 4 | 121 | 152 | -31 | 1   |

- Resultados

| Fecha | Hora² | Partido¹            | Partido¹ | Partido¹ | Resultado |
| ----- | ----- | ------------------- | -------- | -------- | --------- |
| 06.12 | 15:00 | Croacia             | -        | Rusia    | 25-30     |
| 06.12 | 19:00 | Francia             | -        | Angola   | 27-29     |
| 06.12 | 21:15 | Macedonia del Norte | -        | Noruega  | 22-34     |
| 08.12 | 15:00 | Macedonia del Norte | -        | Francia  | 23-29     |
| 08.12 | 17:00 | Croacia             | -        | Angola   | 28-34     |
| 08.12 | 19:15 | Noruega             | -        | Rusia    | 22-21     |
| 09.12 | 14:30 | Macedonia del Norte | -        | Angola   | 25-33     |
| 09.12 | 16:30 | Noruega             | -        | Croacia  | 35-29     |
| 09.12 | 19:00 | Rusia               | -        | Francia  | 31-20     |
| 11.12 | 16:30 | Angola              | -        | Rusia    | 27-40     |
| 11.12 | 19:15 | Francia             | -        | Noruega  | 26-24     |
| 11.12 | 21:15 | Macedonia del Norte | -        | Croacia  | 29-29     |

- (¹) –  Todos en Metz
- (²) –  Hora local de Francia (UTC+1)

### Grupo II
| Equipo        | J | G | E | P | GF  | GC  | DG  | PTS |
| ------------- | - | - | - | - | --- | --- | --- | --- |
| Rumania       | 5 | 4 | 0 | 1 | 164 | 137 | +27 | 8   |
| Alemania      | 5 | 3 | 1 | 1 | 151 | 145 | +6  | 7   |
| Hungría       | 5 | 2 | 2 | 1 | 144 | 144 | 0   | 6   |
| Corea del Sur | 5 | 2 | 0 | 3 | 147 | 150 | -3  | 4   |
| España        | 5 | 1 | 1 | 3 | 127 | 144 | -17 | 3   |
| Polonia       | 5 | 1 | 0 | 4 | 154 | 167 | -13 | 2   |

- Resultados

| Fecha | Hora² | Partido¹      | Partido¹ | Partido¹      | Resultado |
| ----- | ----- | ------------- | -------- | ------------- | --------- |
| 06.12 | 14:30 | Rumania       | -        | Corea del Sur | 31-27     |
| 06.12 | 18:30 | España        | -        | Alemania      | 25-30     |
| 06.12 | 20:30 | Polonia       | -        | Hungría       | 26-28     |
| 08.12 | 14:30 | Alemania      | -        | Hungría       | 30-30     |
| 08.12 | 16:30 | Polonia       | -        | Corea del Sur | 33-37     |
| 08.12 | 18:30 | España        | -        | Rumania       | 19-32     |
| 09.12 | 14:30 | España        | -        | Corea del Sur | 28-26     |
| 09.12 | 16:30 | Hungría       | -        | Rumania       | 34-31     |
| 09.12 | 18:30 | Alemania      | -        | Polonia       | 35-32     |
| 11.12 | 16:30 | Corea del Sur | -        | Hungría       | 31-26     |
| 11.12 | 18:30 | Rumania       | -        | Alemania      | 32-24     |
| 11.12 | 20:30 | España        | -        | Polonia       | 29-30     |

- (¹) –  Todos en Dijon
- (²) –  Hora local de Francia (UTC+1)

## Fase final

### Cuartos de final
| Fecha | Hora² | Partido¹ | Partido¹ | Partido¹      | Resultado |
| ----- | ----- | -------- | -------- | ------------- | --------- |
| 13.12 | 13:00 | Angola   | -        | Alemania      | 33-36     |
| 13.12 | 15:30 | Hungría  | -        | Rusia         | 35-36     |
| 13.12 | 18:00 | Noruega  | -        | Corea del Sur | 35-24     |
| 13.12 | 20:30 | Rumania  | -        | Francia       | 34-31     |

- (¹) –  En París
- (²) –  Hora local de Francia (UTC+1)

### Semifinales
| Fecha | Hora² | Partido¹ | Partido¹ | Partido¹ | Resultado |
| ----- | ----- | -------- | -------- | -------- | --------- |
| 15.12 | 15:00 | Rumania  | -        | Rusia    | 20-30     |
| 15.12 | 17:30 | Noruega  | -        | Alemania | 33-30     |

- (¹) –  En París
- (²) –  Hora local de Francia (UTC+1)

### Tercer  lugar
| Fecha | Hora² | Partido¹ | Partido¹ | Partido¹ | Resultado |
| ----- | ----- | -------- | -------- | -------- | --------- |
| 16.12 | 14:00 | Alemania | -        | Rumania  | 36-35     |

- (¹) –  En París
- (²) –  Hora local de Francia (UTC+1)

### Final
| Fecha | Hora² | Partido¹ | Partido¹ | Partido¹ | Resultado |
| ----- | ----- | -------- | -------- | -------- | --------- |
| 16.12 | 16:30 | Noruega  | -        | Rusia    | 24-29     |

- (¹) –  En París
- (²) –  Hora local de Francia (UTC+1)

## Medallero
|       |         |          |
| Rusia | Noruega | Alemania |

## Estadísticas

### Clasificación general
| 1. Rusia                 |
| 2. Noruega               |
| 3. Alemania              |
| 4. Rumania               |
| 5. Francia               |
| 6. Corea del Sur         |
| 7. Angola                |
| 8. Hungría               |
| 9. Croacia               |
| 10. España               |
| 11. Polonia              |
| 12. Macedonia del Norte  |
| 13. Ucrania              |
| 14. Brasil               |
| 15. Túnez                |
| 16. Austria              |
| 17. República del Congo  |
| 18. Kazajistán           |
| 19. Japón                |
| 20. Argentina            |
| 21. China                |
| 22. República Dominicana |
| 23. Paraguay             |
| 24. Australia            |

- Los equipos del 2° al 9° lugar se clasifican para el torneo preolímpico de mayo de 2008.

### Máximas goleadoras
| Puesto | Nombre           | País     | Goles |
| ------ | ---------------- | -------- | ----- |
| 1      | Grit Jurack      | Alemania | 85    |
| 2      | Anita Görbicz    | Hungría  | 80    |
| 3      | Marcelina Kiala  | Angola   | 72    |
| 4      | Ramona Maier     | Rumania  | 60    |
| 5      | Sophie Herbrecht | Francia  | 59    |